# Thomas von Heesen
Thomas von Heesen (Höxter, 1º ottobre 1961) è un allenatore di calcio ed ex calciatore tedesco, di ruolo centrocampista.

## Carriera

### Giocatore
Con l'Amburgo vinse la Coppa dei Campioni 1982-1983, due campionati tedeschi ed una coppa di Germania.
Nella stagione 1995-1996 conquistò la promozione in Bundesliga con l'Arminia Bielefeld.

### Allenatore
Ha iniziato la carriera da allenatore nella stessa squadra dove aveva chiuso quella da giocatore, l'Arminia, con la quale nella stagione 1998-1999 ha conquistato la promozione in Bundesliga.
Nel 2011-2012 ha allenato gli austriaci del Kapfenberger, non riuscendo ad impedirne la retrocessione in Erste Liga.

## Palmarès

### Giocatore

#### Competizioni nazionali
- Campionato tedesco: 2

Amburgo: 1981-1982, 1982-1983
- Coppa di Germania: 1

Amburgo: 1986-1987
- Fußball-Regionalliga: 1

Arminia Bielefeld: 1994-1995

#### Competizioni internazionali
- Coppa dei Campioni: 1

Amburgo: 1982-1983

### Allenatore
- Campionato di 2. Bundesliga: 1

Arminia Bielefeld: 1998-1999